# Alchemilla phalacropoda
Alchemilla phalacropoda är en rosväxtart som beskrevs av Sergei Vasilievich Juzepczuk. Alchemilla phalacropoda ingår i släktet daggkåpor, och familjen rosväxter. Inga underarter finns listade i Catalogue of Life.